# دردار زغابي
دردار زغابي (الاسم العلمي: Ulmus villosa) هو نوع نباتي يتبع جنس الدردار من فصيلة الدردارية.